# Drosophila trilimbata
Drosophila trilimbata är en tvåvingeart som beskrevs av Mario Bezzi 1928. 
Drosophila trilimbata ingår i släktet Drosophila och familjen daggflugor. Artens utbredningsområde är Fiji.